# Verbeterd roodbont vleesveeras
Het verbeterd roodbont vleesveeras is een Nederlands rundveeras. Het is het enige vleestypische rundveeras dat haar oorsprong vindt in Nederland. De oorsprong van dit ras is het traditionele dubbeldoelras Maas-Rijn-IJsselvee (MRIJ). Vanuit dit ras is er gefokt op dieren met extra bespiering en zo ontstond een nieuw ras. Sinds 1 maart 1988 heeft dit ras een eigen stamboek, het 'Stamboek Verbeterd Roodbont'.

## Kenmerken
De dieren van dit ras zijn net als de dieren van het MRIJ-ras roodbont behaard. Binnen het ras worden twee verschillende typen onderscheiden, de A-richting (dikbil) en de B-richting (niet dikbil). Voor beide types wordt door fokselectie gestreefd naar natuurlijk afkalven zonder problemen.